# Melianthaceae
Melianthaceae is een botanische naam, voor een familie van bedektzadigen. Een familie onder deze naam wordt universeel erkend door systemen voor plantentaxonomie, en ook door het APG-systeem (1998) en het APG II-systeem (2003).
Dit laatste systeem staat twee mogelijke omschrijvingen toe. De familie kan daar omschreven worden:
- in enge zin, exclusief de planten die dan de familie Francoaceae vormen. De familie omvat dan een anderhalf dozijn soorten in twee genera: struikjes of kleine bomen die voorkomen in tropisch en subtropisch Afrika.
- in ruime zin, inclusief de planten die anders de familie Francoaceae vormen. De familie omvat dan een anderhalf dozijn soorten in vier genera: vaste planten, struikjes of kleine bomen die voorkomen in zuidelijk Zuid-Amerika en Afrika.

In APG I wordt de omschrijving in enge zin gebruikt.
In het Cronquist systeem (1981) wordt de familie ingedeeld in de orde Sapindales.